# Осада Тионвиля (1792)
Осада Тионвиля (фр. Siège de Thionville) осуществлялась с 24 августа по 16 октября 1792 года коалиционной армией из 20 000 австрийцев и 16 000 французских эмигрантов под командованием Фридриха Людвига князя Гогенлоэ-Ингельфингена. Город, защищаемый Жоржем Феликсом де Вимпффеном, противостоял союзникам в течение месяца, пока они не сняли осаду и не отступили.

## Перед осадой
Для прикрытия главного левого фланга союзной армии герцога Брауншвейгского, которая наступала из Кобленца через Люксембург в направлении Шампани, 1 августа князь Гогенлоэ выступил из Маннгейма с 20 тысячами австрийцев для осады Тионвиля.
23 августа 1792 года австрийская армия из 20 000 человек под командованием князя Гогенлоэ прибыла к Тионвилю, где к ней присоединилась армия из 16 000 французских эмигрантов под командованием будущего Людовика XVIII, Карла X и Луи-Филиппа, соответственно братья и двоюродный брат Людовика XVI. В этой армии также находился молодой поэт Шатобриан (23 года), который будет там ранен.

## Осада и блокада
На предложение сдать крепость комендант Тионвиля  генерал и барон Феликс де Вимпффен ответил отказом. Горожане, приверженные идеалам революции, не желая сдавать город, поднимают на крепостных валах деревянную лошадь с ярмарки со стогом сена у ног и табличкой на шее: "Когда эта лошадь съест это сено, Тионвиль сдастся! "
Князь Гогенлоэ приказал бомбардировать крепость и стал готовиться к правильной осаде. Но неожиданно был получен приказ: одной части войска идти на Клермон, а другой - превратить осаду в блокаду и поручить ее фельдмаршал-лейтенанту Валлису.

10 сентября князь отбыл с 6 батальонами и 14 эскадронами.
Оставшихся войск было недостаточно и для блокады, поэтому на город упало лишь несколько снарядов, и блокада, в основном, превратилась в череду боевых действий в окрестностях.
После поражения при Вальми герцог Брауншвейгский стал отступать из Шампани, поэтому 16 октября Валлис должен был снять блокаду Тионвиля и отступить в направлении Люксембурга. Австрийцы приняли на себя обязанности по прикрытию отступающих прусских войск.

## Результаты
Тионвиль сопротивлялся 2 месяца, в то время как Лонгви и Верден быстро капитулировали, поэтому Национальное собрание объявило, что Тионвиль "заслужил благодарность отечества".